# Орлин, Андрей Сергеевич
Андрей Сергеевич Орлин (4 (17) февраля 1902, Новочеркасск, Российская империя — 3 марта 1988, Москва, РСФСР, СССР) — советский учёный в области двигателестроения, действительный член Академии артиллерийских наук (11.04.1947), лауреат Сталинской и Государственной премий (1952, 1974), заслуженный деятель науки и техники РСФСР (1956), доктор технических наук (1937).

## Биография
Родился 17 февраля 1902 года в Новочеркасске в дворянской семье. С августа 1919 года — чертежник, затем — лаборант Тульского оружейного завода. С сентября 1921 года — студент механического факультета Московского высшего технического училища им. Н. Э. Баумана, с сентября 1926 года — аспирант, с 1929 года — ассистент, с 1930 года — доцент, с 1931 года — профессор кафедры «Сопротивления материалов, термодинамики и двигателей внутреннего сгорания» Московского высшего технического училища им. Н. Э. Баумана. Одновременно в 1925—1930 гг. — инженер-конструктор, старший инженер Научного автомобильного и автомоторного института и в 1929—1932 гг. — преподаватель, профессор Московского авиационного института. В 1931—1952 гг. — профессор, руководитель темы Центрального института авиационных моторов. С 1938 года — заведующий кафедрой двигателей боевых и транспортных машин МВТУ им. Н. Э. Баумана и одновременно в 1938—1939 гг. — декан факультета Транспортных гусеничных машин. В августе-октябре 1945 года был в командировке в Германии с целью ознакомления с научными работами по двигателям внутреннего сгорания. В 1960—1975 гг. — заведующий кафедрой «Комбинированные двигатели внутреннего сгорания» МВТУ им. Н. Э. Баумана. С 1975 года — на пенсии.
Умер 3 марта 1988 года, похоронен в Москве на Пятницком кладбище.

## Научная деятельность
Крупнейший учёный в области поршневых двигателей внутреннего сгорания. Вместе с академиками В. Я. Климовым, Б. С. Стечкиным, А. А. Микулиным, участвовал в создании советских опытных и серийных конструкций легких авиационных двигателей (в том числе семейства АМ). Принимал непосредственное участие в создании и доводке судовых, тепловозных, автомобильных и других типов двигателей: 37Д, 40Д, 45Д, Д-49 на Коломенском тепловозостроительном заводе, 61Д, 58Д, РД6 на заводе «Русский дизель», 2Д100и 10Д100 на заводе имени Малышева, ЯМЗ-204 и ЯМЗ-206 на Ярославском моторном заводе и др. Автор более 160 научных работ, в том числе 12 учебников. Будучи аспирантом создал научную работу «Расчёт кривого бруса», ставшую классической. Разработал методы расчета на прочность элементов конструкций двигателей внутреннего сгорания. Является автором теории и методов расчета процессов газообмена в двигателях внутреннего сгорания. Заложил основы экспериментальной базы по ракетным двигателям в МВТУ, занимался ионными и плазменными электроракетными двигателями. Много внимания уделял подготовке научных кадров: 22 ученика удостоились степени кандидата, а 9 — доктора наук. Высокий авторитет в мировой науке подтверждается избранием его почетным доктором Дрезденского технического университета (1967) и Пражской высшей технической школы (1968).

### Научные труды
- Графоаналитический расчет продувки двухтактных двигателей внутреннего сгорания. М.: МВТУ, 1929. 16с.;
- Продувка двухтактных быстроходных двигателей внутреннего сгорания. М.: ОНТИ, 1935. 107 с.;
- Расчет сечений органов распределения двухтактных быстроходных двигателей. М.: Оборонгиз, 1939. 92 с.;
- Процессы выхлопа и продувки в двухтактных быстроходных двигателях. М.: Оборонгиз, 1940. 100 с.;
- Обзоры иностранной техники по дизелестроению. М., 1941;
- Двигатели боевых машин. Т. 1. Рабочие процессы в двигателях. М.: Машгиз, 1946. 511 с. (соавторы Калиш Г. Г., Либрович Б. Г., Петров В. А., Чурсин М. М., Кирсанов В. И., Коссов С. Г.);
- Исследование рабочего процесса двухтактного авиадизеля ЮМО-207А. М.: Оборонгиз, 1946. 21 с.;
- Двухтактные быстроходные двигатели. Процессы. Распределение. М.: Машгиз, 1947. 184 с.;
- Двухтактные легкие двигатели транспортных машин. М.: Машгиз, 1950. 320 с.;
- Двигатели внутреннего сгорания: Сборник статей. М.: Машгиз, 1954. 148 с. (редактор);
- Двигатели внутреннего сгорания: Сборник статей. М.: Машгиз, 1955. 272 с. (редактор);
- Расчет рабочих процессов в двигателях внутреннего сгорания: Справочное пособие. М.: Машгиз, 1955. 124 с.;
- Двигатели внутреннего сгорания: Сборник статей. М.: Машгиз, 1958. 103 с. (редактор);
- Двигатели внутреннего сгорания: Сборник статей. М.: Машгиз, 1958. 264 с. (редактор);
- Расчет рабочих процессов в двигателях внутреннего сгорания: Справочное пособие. 2-е изд. М.: Машгиз, 1958. 159 с.;
- Повышение мощности и улучшение экономичности двигателей внутреннего сгорания. М.: Машгиз, 1959. 221 с.;
- Судовые двухтактные дизели большой мощности. М.: Машгиз, 1959. 98 с. (соавтор Круглов М. Г.);
- Двигатели внутреннего сгорания: Описательный курс. М.: Машгиз, 1960.451 с. (соавторы Алексеев В. П., Костыгов Н. И., Круглов М. Г. и др.);
- Двухтактные двигатели внутреннего сгорания. М.: Машгиз, 1960. 556 с. (соавтор Круглов М. Г.);
- Двигатели внутреннего сгорания: Учебник / Под ред. А. С. Орлина: В 3 т. М.: МВТУ, 1960—1962;
- Двухтактные комбинированные поршневые двигатели: Сборник статей. М.: Машиностроение, 1966. 144 с. (редактор);
- Комбинированные двухтактные двигатели. М.: Машиностроение, 1968. 576 с.;
- Двигатели внутреннего сгорания: Учебник / Под ред. А. С. Орлина: В 4 т. М.: МВТУ, 1969—1973;
- Совершенствование основных узлов турбопоршневых двигателей. М.: Машиностроение, 1974. 207 с.;
- Двигатели внутреннего сгорания: Устройство и работа поршневых и комбинированных двигателей. 4-е изд., перераб. и доп. М.: Машиностроение, 1990.283 с.;
- Двигатели внутреннего сгорания // Техника — молодежи. 1953. № 2. С. 25-28 (соавтор Вырубов Д.);
- Развитие конструкций двухтактных двигателей с воспламенением от сжатия автотракторного типа // Автомобильная и тракторная промышленность. 1956. № 7. С. 10-17;
- К вопросу исследования газообмена в двухтактных двигателях // Энергомашиностроение. 1956. № 9. С. 13-14;
- Развитие конструктивных схем двухтактных двигателей большой мощности и схем продувки // Вестник машиностроения. 1957. № 8. С. 3-8;
- О влиянии неустановившегося движения при процессе выпуска в быстроходных транспортных двигателях // Известия ААН. 1949. Вып. 4;
- Исследование рабочего процесса двухтактного двигателя автотракторного типа //Труды ААН. 1949. Т. I. С. 64-184 (соавторы Лариков Н. Н., Роганов С. Г.);
- Опыт повышения износоустойчивости деталей транспортного двигателя // Известия ААН. 1950. № 13. С. 72-100 (соавтор Дьячков А. К.);
- О рациональном типе двигателя для средств механической тяги артиллерии // Известия ААН. 1952. № 28. С. 146—173 (соавторы Лариков Н. Н., Трусов В. И.);
- Динамика рабочего процесса двигателя ЯАЗ-204 при повышенных давлениях наддува и противодавлениях на выпуске // Известия ААН. 1951. Вып. 1. С. 79-105 (соавтор Лариков Н. Н.);
- Рабочий процесс двухтактного двигателя ЯАЗ-204 при наддуве от приводного нагнетателя // Труды Академии артиллерийских наук. 1952. Том III. С. 56-102 (соавторы Чурсин М. М., Круглов М. Г.); *
- Процессы газообмена в транспортном двухтактном двигателе с клапанно-щелевой продувкой // Труды Академии артиллерийских наук. 1952. Том III. С. 103—124 (соавтор Круглов М. Г.);
- Состояние и перспективы развития двухтактных двигателей // Научные доклады высшей школы. Машиностроение и приборостроение. 1959. № 1. С. 3-5;
- О двухтактных двигателях с клапанным распределением // Известия высших учебных заведений. Машиностроение. 1959. № 2. С. 153—154;
- Исследование газообмена быстроходного двухтактного дизеля с петлевой продувкой // Тракторы и сельскохозяйственные машины. 1960. № 2. С. 5-8 (соавторы Круглов М. Г., Еганян Ю. Л.);
- О перспективах отечественного двигателестроения // Известия высших учебных заведений. Машиностроение. 1959. № 9. С. 177—182 (соавтор Вырубов Д. Н.);
- Процессы газообмена в двухтактных двигателях средней и малой мощности // Известия высших учебных заведений. Машиностроение. 1960. № 9. С. 155—162 (соавтор Круглов М. Г.);
- Развитие комбинированных двигателей // Известия высших учебных заведений. Машиностроение. 1962. № 1. С. 7-13;
- О перспективах развития поршневых двигателей внутреннего сгорания на ближайшие 10 лет // Энергомашиностроение. 1962. № 7. С. 4-7;
- К определению формы и размеров окон в цилиндре двухтактовых двигателей // Энергомашиностроение. 1963. № 1. С. 6-7.

## Награды и премии
- 2 ордена Ленина (1951; 16.02.1972)
- 2 ордена Трудового Красного Знамени (1961; 27.11.1980)
- медали
- Сталинская премия (1952 — за монографию «Двухтактные легкие двигатели»)
- Государственная премия СССР (1974 — за четырёхтомный учебник «Двигатели внутреннего сгорания»)
- Заслуженный деятель науки и техники РСФСР (1956)